# Кривенко, Николай Демьянович
Николай Демьянович Кривенко (укр. Микола Дем'янович Кривенко; 19 ноября 1925, Красногоровка, Украинская ССР, СССР — 27 октября 2002, Донецк, Украина) — советский футболист, защитник. Позже — тренер. Мастер спорта СССР. Участник Великой Отечественной войны.

## Биография
Родился 19 ноября 1925 года в Красногоровке. Участник Великой Отечественной войны. Награждён орденами Отечественной войны I степени (1986), Красной Звезды (1945) и Славы III степени (21.06.1945).
В 1946 году играл за житомирский СКА. В 1951 году стал игроком дубля сталинского «Шахтёра». В 1952 году «Шахтёр» занял четырнадцатое место в чемпионате СССР и вылетел в Первую лигу. Кривенко сыграл лишь в трёх играх турнира. В предварительном этапе Первой лиги «Шахтёр» занял первое место в своей группе, а на финальном этапе стал третьим. В Кубке СССР команда дошла до полуфинала, где уступила будущему победителю турнира московскому «Динамо» со счётом (0:1). Николай Кривенко стал автором автогола, который обеспечил победу столичному клубу. В 1954 году «горняки» стали победителем Первой лиги и вернулись в высший дивизион советского футбола. По окончании сезона 1957 года Кривенко было присвоено звание Мастера спорта СССР, как выполнявшему нормы единой Всесоюзной спортивной квалификации. Всего за «Шахтёр» провёл более ста пятидесяти матчей.
С 1962 года по 1964 год являлся тренером донецкого «Локомотива». Позже Кривенко стал детским тренером, приводил юношескую команду железнодорожников в 1975 году к серебряным медалям на республиканском турнире общества «Локомотив», где команда уступила футболистам из Днепропетровска (1:3). В 2002 году тренировал команду донецкий СДЮШОР-2. Среди его воспитанников футболисты Сергей Щербаков и Сергей Овчинников.
Скончался 27 октября 2002 года в Донецке. 29 апреля 2013 года в донецком центральном парке культуры и отдыха состоялось открытие берёзовой аллеи памяти, посвящённой 32 футболистам «Шахтёра» — участникам Великой Отечественной войны. Среди них есть имя Николая Кривенко.

## Достижения
«Шахтёр» (Сталино)
- Победитель Первой лиги СССР (1): 1954
- Бронзовый призёр Первой лиги СССР (1): 1953

## Личная жизнь
Супруга — Галина.

## Статистика
| Сезон | Клуб             | Лига        | Чемпионат | Чемпионат | Кубок | Кубок |
| Сезон | Клуб             | Лига        | Игры      | Голы      | Игры  | Голы  |
| ----- | ---------------- | ----------- | --------- | --------- | ----- | ----- |
| 1952  | Шахтёр (Сталино) | Высшая лига | 3         | 0         |       |       |
| 1953  | Шахтёр (Сталино) | Первая лига | 13        | 0         | 4     | 0     |
| 1954  | Шахтёр (Сталино) | Первая лига | 27        | 0         | 5     | 0     |
| 1955  | Шахтёр (Сталино) | Высшая лига | 21        | 0         | 1     | 0     |
| 1956  | Шахтёр (Сталино) | Высшая лига | 20        | 0         |       |       |
| 1957  | Шахтёр (Сталино) | Высшая лига | 22        | 0         | 1     | 0     |
| 1958  | Шахтёр (Сталино) | Высшая лига | 19        | 0         |       |       |
| 1959  | Шахтёр (Сталино) | Высшая лига | 9         | 0         |       |       |
| 1960  | Шахтёр (Сталино) | Высшая лига | 20        | 0         | 1     | 0     |